# エルスワース (メイン州)

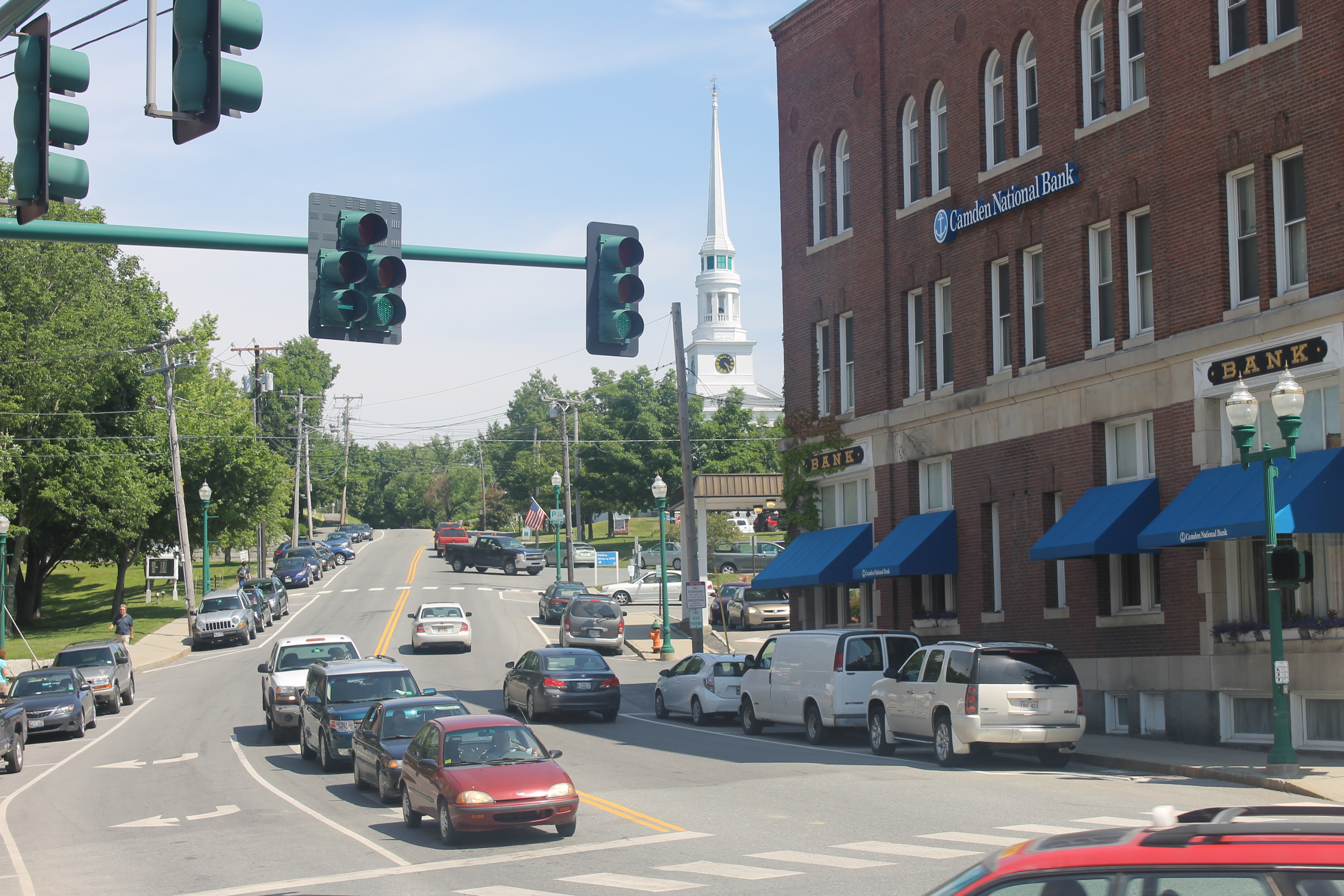
エルスワース中心街カムデン・ナショナル銀行沿いの車の往来

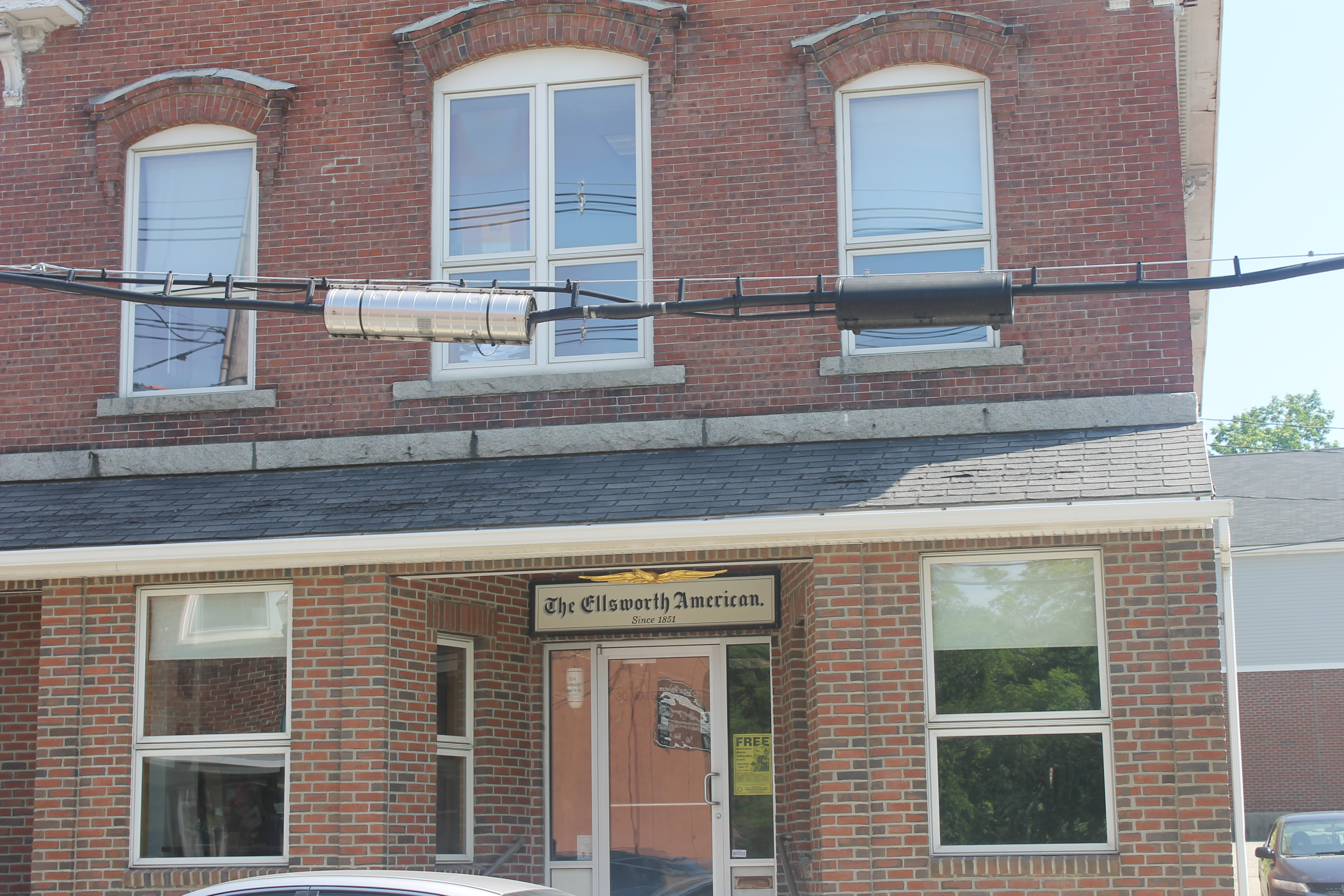
1851年創刊の「エルスワース・アメリカン」新聞社

エルスワース（エルズワース、英: Ellsworth）は、アメリカ合衆国メイン州の都市。ハンコック郡の郡庁所在地である。人口は8,399人（2020年）。州内では成長速度の高い都市である。歴史的な建物やその他見どころもあり、人気のある観光地となっている。

## 歴史
パサマクォディ族インディアンの歴史に拠れば、エルスワースのある地域にはパサマクォディ族とペノブスコット族インディアンが住んでいた。「両部族はアルゴンキン語族として密接だったが、人類学者は一般にパサマクォディ族を言語的にマリシート族と結び付け、ペノブスコット族はアベナキ族と結び付けている。」
ジョージ・J・バーニーが1886年にボストンで出版した『メイン州の地名辞典』の「ハンコック郡」の部では次の様に書かれている。
1613年、フランスがマウントデザート島のサムズサウンドで植民地を設立した可能性がある。マダム・ド・ゲルシェビルの庇護下にエルスワース地域と現在のユニオン川流域となっている場所を探検した。バーニーは、エルスワースに近い所にある種のフランス人開拓地があったと考えている。例えばトレントン、オークポイント、ニューベリーネック、サリーなどである。
17世紀を通じ、さらに18世紀に入ってもエルスワースの地域はイングランドとフランスの間で所有権を巡って争われた。イングランド人からフレンチ・インディアン戦争と呼ばれる間歇的な戦争にも発展した。インディアンはローマ・カトリックに改宗した者もおり、フランスと同盟してイギリスと戦ったが、それも1759年にケベック市が陥落するまでだった。イギリス、フランス、スペイン、ポルトガルが調印した1763年のパリ条約以後、エルスワースはマサチューセッツ湾直轄植民地の一部となった。
エルスワースの近代史は1763年頃にユニオン川地域の開拓地に、現在の南メインとニューハンプシャー州から起業家ベンジャミン・ミリケンとベンジャミン・ジョイが率いるイングランド人の一隊が入ったことで始まった。彼らは地域の木材と水力を生かすためにダムと製材所を建設した。マサチューセッツ植民地がハンコック郡地域への入植を奨励するために提供した土地払下げに応募した。歴史家のアルバート・H・デイビスは、1927年にルイストンで出版した著作『エルスワースの歴史』の中で、この初期遠征と現在のウォーター通り北端の点として知られるものに言及し、ユニオン川を渡す橋のすぐ南を開拓者が建てた初期の原始的な建物があった場所としている。
ジョージ・J・バーニーはマサチューセッツ植民地による土地払下げの手続きを次のように説明している。
1773年、エルスワースで初のスクーナー船が建造された。この船は町の著名人ベンジャミン・ミリケンとベンジャミン・ジョイの娘たちにちなんでスーザンとアビゲイルと名付けられた。この船は毎年西インド諸島に航海するときに松材の屋根板とオーク材の樽板を運んだ。20世紀に入る頃に様々な大きさの多くのスクーナーが、ユニオン川沿いにあるエルスワースの造船所で建造された。
アルバート・H・デイビスは、18世紀の後半にエルスワースはユニオン川開拓地と呼ばれ、東はサリー、南はトレントンの開拓地に接していた。後にプランテーション第7号に編成され、ボードインおよびニューボードインと呼ばれた。1798年町の住民がサムナーという名前で法人化することを請願した。しかしその名前は既に現在のオックスフォード郡の開拓地に使われていたので、1800年、マサチューセッツ植民地議会によりエルスワースという名前で法人化された。この名前は1787年の憲法制定会議にコネチカット州の代議員となり、当時は新しいアメリカ合衆国のために憲法策定を行っていたオリバー・エルスワースにちなむものであり、エルスワースは後にアメリカ合衆国最高裁判所主席判事になった者であり、最初に「アメリカ合衆国」という国名を提案した者と考えられている。
デイビスは、1770年代後半にユニオン川開拓地に対するイギリス軍の襲撃があり、土地の牛を徴発しようとしたものだった。しかし、アメリカ独立戦争の間にエルスワースの地域で記録に残される戦闘は無かった。
1838年、エルスワースはそれまでのキャスタインに代わってハンコック郡の郡庁所在地となった。1838年に建てられた郡の建物は今も残っており、ユニオン川の西岸、ブリッジヒルにある。
1859年、町の人口は4,009人であり、産業としては9つの製材所、2つの製粉所、1つの革なめし場、1つの梳綿機、1つの製陶所、8つのレンガ工場、13の造船所、5つのバケツ製作所、2つの刃物工場、1つの馬車製作所、8つの箱製作所があった。
歴史家のアルバート・デイビスに拠れば、1860年から1865年、エルスワースから南北戦争に653人の兵士を送り出した。当時地域の有権者として847人の男性しかいないときのことだった。軍事訓練がユニオン川の西岸、ブリッジヒルの郡建物の前で行われ、現在は南北戦争記念碑が置かれている。
1869年、エルスワースはメイン州議会により市として法人化された。最初の市役所はハンコック・ホールであり、メインストリートとスクール通りの角に立っていた。この建物は1933年エルスワース大火によって破壊された。
1888年、エルスワース地域に電気が通った。
1896年に議論のあった選挙によって、エルスワースで2人の警官を指名する結果になり、その互いが相手を逮捕すると脅した。
1907年、ベンジャミン・ミリケン・ユニオン川ダムの1つがあった場所で、エルスワース水力発電ダムの建設が始まった。このダムで、市の直ぐ北に現在のレナード湖が造られた。
20世紀にエルスワースで最初の災害は1923年の大洪水だった。春の増水がダムを越え、金属製のユニオン川橋を流し、ディリゴ劇場、鋳造所、多くの桟橋と倉庫など川沿いの多くの建造物も流した。この災害でエルスワースの輸送中心としての優位性を終わらせることになった。現在あるコンクリート製橋は1924年に付け替えられたものである。
1933年エルスワース大火が、ユニオン川の東岸、エルスワース中心街商業地区の大半を破壊した。その後の建物はレンガで、主にアール・デコ調で建設された。特徴あるエルスワース市役所はこの時代のものである。事業地区の外にある古い家屋の多くはこの大火を免れたものである。
1960年代と1970年代、ハイ通りのエルスワース事業地区が発展した。この通りはバーハーバーからアーカディア国立公園を直接繋ぐルートである。現在はハンコック郡で最大のショッピング地区になっている。幾つかのショッピングセンターと大型店があり、エルスワースとトレントンとの市境まで伸びている。

### エルスワースの絵葉書

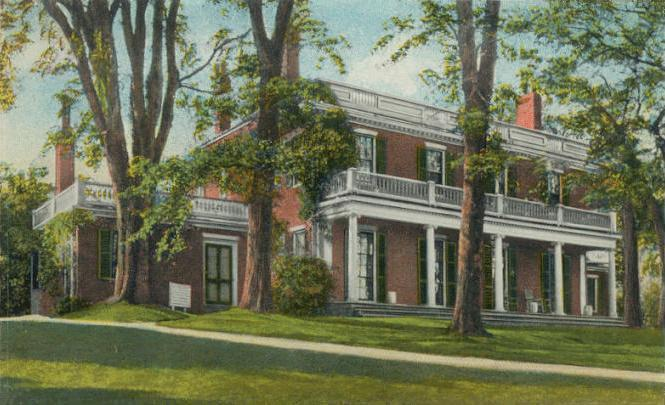
ジョン・ブラック大佐邸、1824年から1827年の間に、アシャー・ベンジャミンの設計図によって建設された。現在はウッドローン博物館の一部
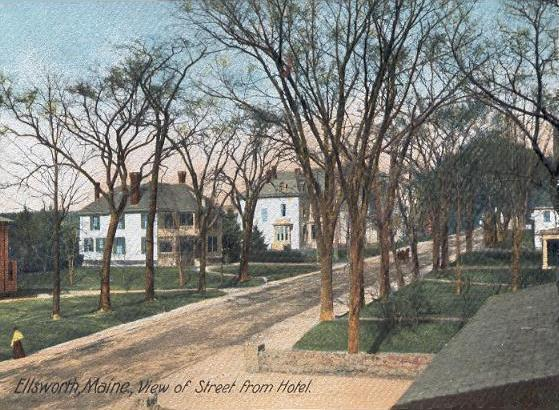
エルスワースの通り、1905年頃
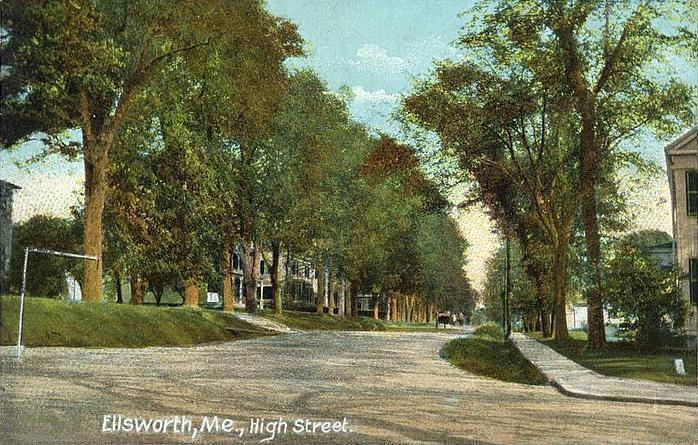
ハイ通り、1907年
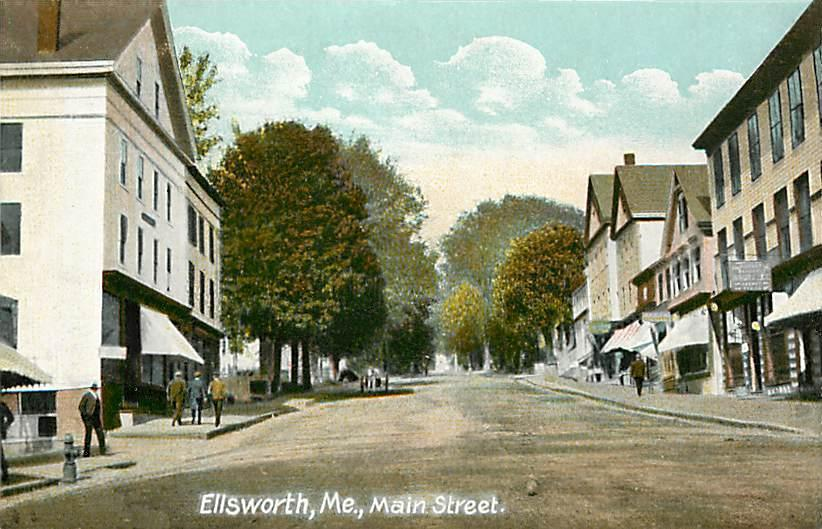
メインストリート、1907年
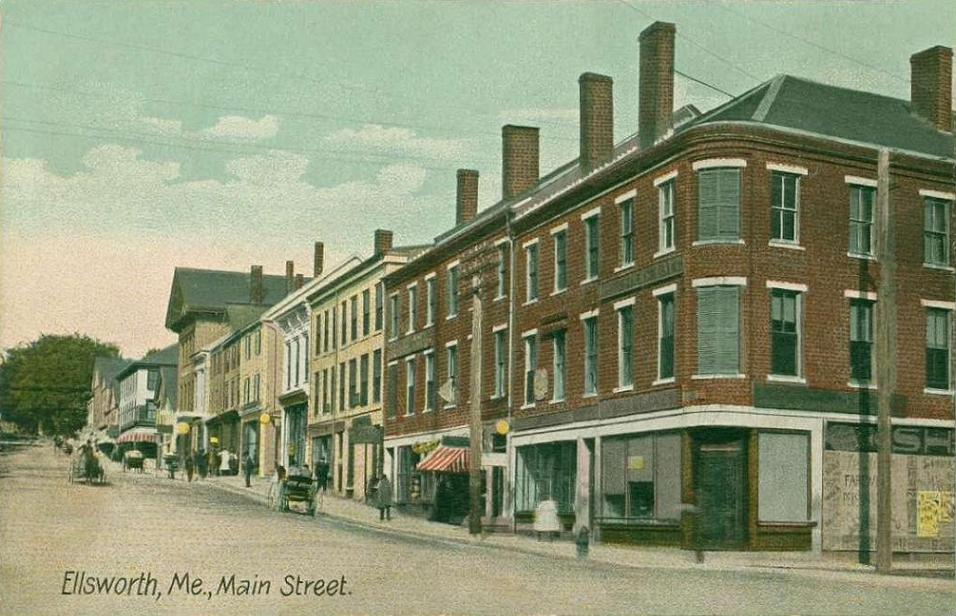
メインストリート、1910年
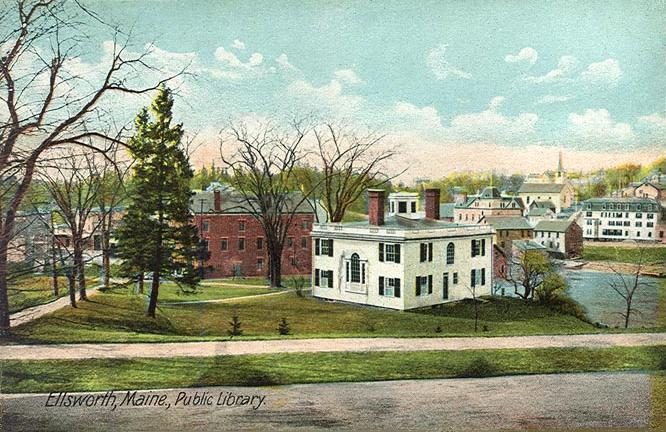
エルスワース公共図書館

## 地理
エルスワースは北緯44度34分20秒 西経68度28分34秒 / 北緯44.57222度 西経68.47611度 (44.572223, -68.476039)に位置している。
アメリカ合衆国国勢調査局に拠れば、市域全面積は93.92平方マイル (243.25 km2)であり、このうち陸地79.28平方マイル (205.33 km2)、水域は14.64平方マイル (37.92 km2)で水域率は15.59%である。市内を流れるユニオン川の航行可能な上限にある。エルスワース滝が氷河作用の証拠として早くから認められ、国定歴史史跡に指定されたアガシス・アウトクロップにある。
エルスワース市にはアメリカ国道1号、同代替路が通り、メイン州道では3号線、172号線、179号線、180号線、184号線、230号線が通っている。

## 人口動態

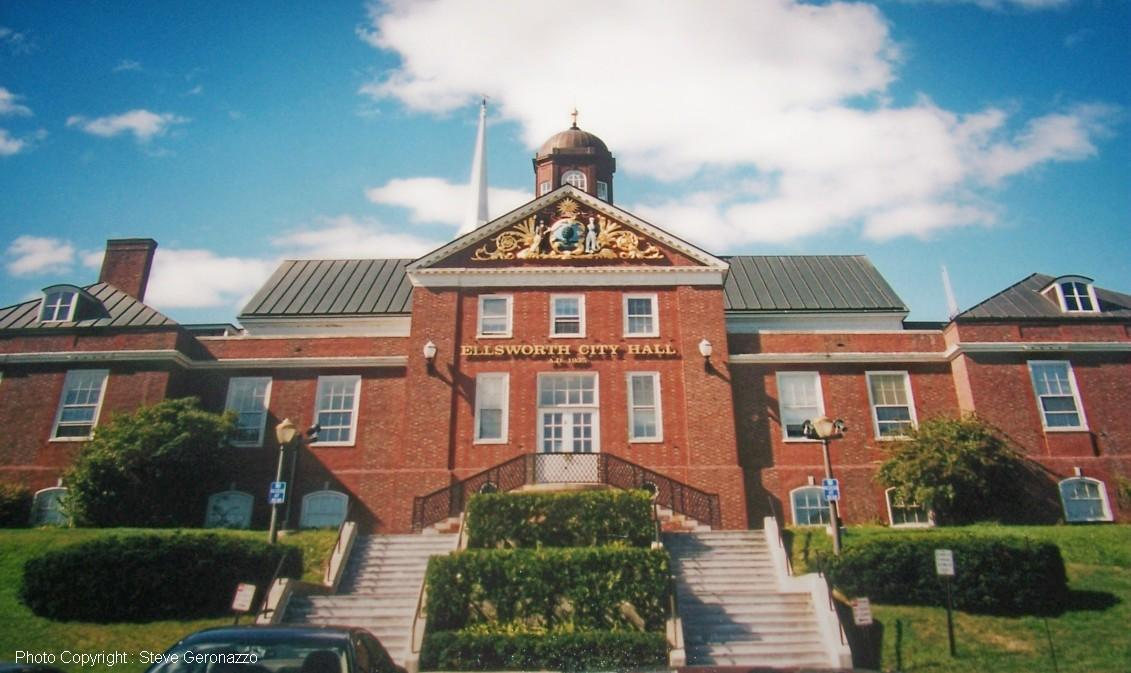
エルスワース市役所、1935年建設

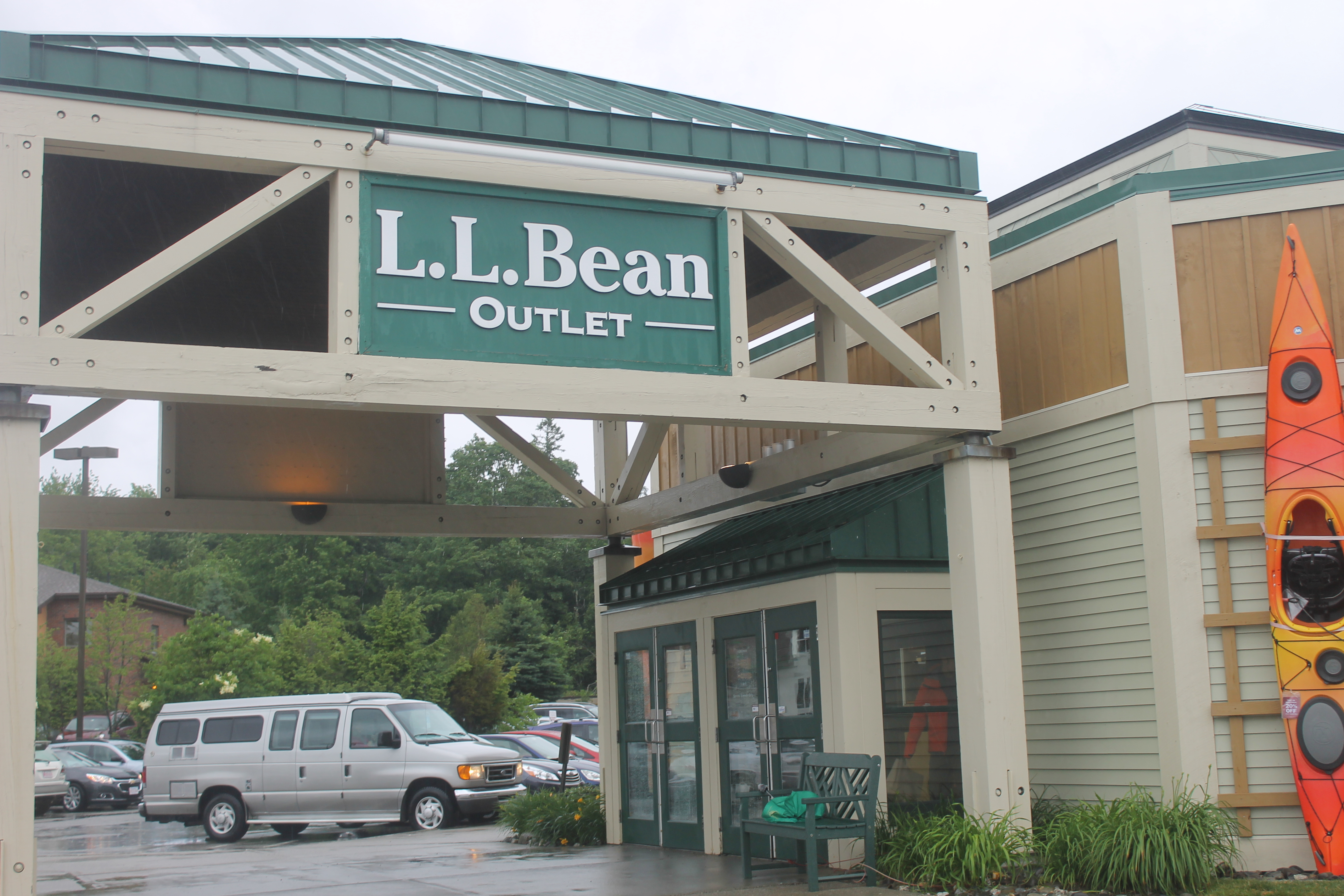
L・L・ビーンのアウトレット

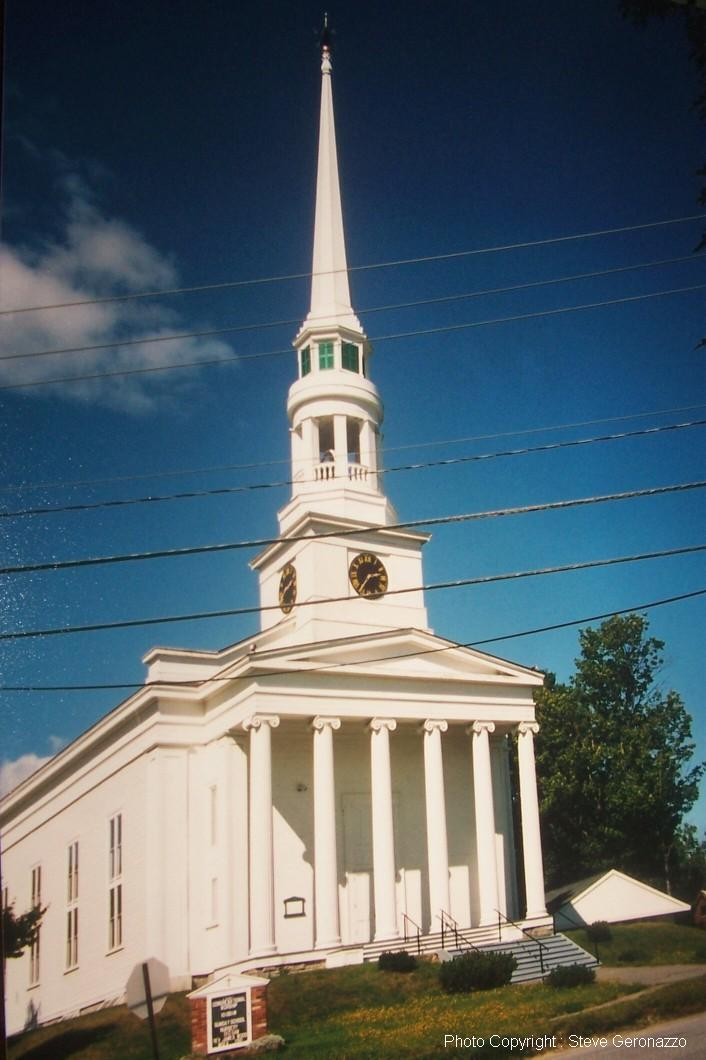
エルスワース第一会衆派教会、キリスト連合教会の教会

### 2010年国勢調査
以下は2010年の国勢調査による人口統計データである。
| 基礎データ - 人口: 7,741 人 - 世帯数: 3,305 世帯 - 家族数: 2,048 家族 - 人口密度: 37.7人/km2（97.6 人/mi2） - 住居数: 4,240 軒 - 住居密度: 20.7軒/km2（53.5 軒/mi2） 人種別人口構成 - 白人: 96.7% - アフリカン・アメリカン: 0.7% - ネイティブ・アメリカン: 0.4% - アジア人: 1.1% - 太平洋諸島系: 0.1% - その他の人種: 0.3% - 混血: 0.9% - ヒスパニック・ラテン系: 1.4% | 年齢別人口構成 - 18歳未満: 21.5% - 18-24歳: 7.1% - 25-44歳: 25.3% - 45-64歳: 29.9% - 65歳以上: 16.1% - 年齢の中央値: 42歳 - 性比（女性100人あたり男性の人口） - 総人口: 90.5 世帯と家族（対世帯数） - 18歳未満の子供がいる: 29.3% - 結婚・同居している夫婦: 47.0% - 未婚・離婚・死別女性が世帯主: 10.6% - 非家族世帯: 38.0% - 単身世帯: 30.2% - 65歳以上の老人1人暮らし: 12% - 平均構成人数 - 世帯: 2.27人 - 家族: 2.81人 |

### 2000年国勢調査
以下は2000年の国勢調査による人口統計データである。
| 基礎データ - 人口: 6,456 人 - 世帯数: 2,755 世帯 - 家族数: 1,782 家族 - 人口密度: 31.5人/km2（81.5 人/mi2） - 住居数: 3,442 軒 - 住居密度: 16.8軒/km2（43.4 軒/mi2） 人種別人口構成 - 白人: 97.79% - アフリカン・アメリカン: 0.19% - ネイティブ・アメリカン: 0.29% - アジア人: 0.42% - 太平洋諸島系: 0.03% - その他の人種: 0.29% - 混血: 0.99% - ヒスパニック・ラテン系: 0.65% | 年齢別人口構成 - 18歳未満: 21.9% - 18-24歳: 6.7% - 25-44歳: 29.0% - 45-64歳: 25.2% - 65歳以上: 17.2% - 年齢の中央値: 40歳 - 性比（女性100人あたり男性の人口） - 総人口: 88.3 - 18歳以上: 86.4 世帯と家族（対世帯数） - 18歳未満の子供がいる: 27.7% - 結婚・同居している夫婦: 51.4% - 未婚・離婚・死別女性が世帯主: 10.1% - 非家族世帯: 35.3% - 単身世帯: 29.1% - 65歳以上の老人1人暮らし: 11.8% - 平均構成人数 - 世帯: 2.26人 - 家族: 2.75人 | 収入と家計 - 収入の中央値 - 世帯: 35,938米ドル - 家族: 41,884米ドル - 性別 - 男性: 31,455米ドル - 女性: 22,188米ドル - 人口1人あたり収入: 21,049米ドル - 貧困線以下 - 対人口: 9.2% - 対家族数: 5.7% - 18歳未満: 9.4% - 65歳以上: 8.3% |

## 見どころ
- バーズエーカー・スタンウッド・ホームステッド博物館と野生生物保護区
- エルスワース歴史協会ビル
- エルスワース公共図書館
- ザ・グランド - 芸能劇場、アメリカ合衆国国家歴史登録財
- 電話博物館
- ウッドローン博物館 - ブラック邸、アメリカ合衆国国家歴史登録財

## 著名な出身者
- ティム・シルビア、総合格闘家
- ジョン・ヘイ・ホイットニー、新聞社主、在イギリスアメリカ合衆国大使